# Марили, Ицхак
Ицхак Марили (ивр. יצחק מרילי‎; род. 12 мая 1945, Иерусалим) — израильский футболист, играл на позиции полузащитника. Бронзовый призёр Кубка Азии 1968 года.

## Биография

### Игровая карьера
Всю футбольную карьеру играл за иерусалимский «Хапоэль», в составе которого отыграл девять сезонов и выиграл Кубок Израиля в 1973 году.
В составе сборной Израиля Марили принимал участие на Кубке Азии 1968 года и завоевал бронзовые медали.

## Достижения
«Хапоэль» (Иерусалим)
- Обладатель Кубка Израиля (1): 1972/73